# Albert Bohn
Albert Bohn (n. 1955, Arad, România) este un scriitor și poet de limbă germană originar din Banat, România.
A început să publice încă din perioada liceului în “Wir über uns” și “Universitas”, suplimente studențești ale publicației Neue Banater Zeitung.
De asemenea, în Neue Literatur (Noua literatură) i-au apărut 8 lucrări.
A fost admis la concursul de admitere pentru Facultatea de filologie în anul 1974, după care și-a satisfăcut stagiul militar.
A fost membru al Cenaclului Universitar al Casei de Cultură a Studenților din Timișoara Aktionsgruppe Banat (Grupul de Acțiune Banat), când împreună cu Rolf Bossert, Werner Kremm, Johann Lippet, Gerhard Ortinau, Anton Sterbling, William Totok, Richard Wagner și Ernest Wichner, a fost reținut în octombrie 1975 de Securitate, întregul grup fiind supus unor îndelungi interogatorii, fiind eliberați după o săptămână, dar presiunile asupra lor au continuat, inclusiv ascultarea telefoanelor.
Ca urmare a situației sale de urmărit de Securitate, Albert Bohn a preferat să emigreze în Republica Federală Germania și a dispărut din lumea literară .

## Publicații
În antologii:
- Befragung heute. Junge deutsche Lyrik in Rumänien (antologie cuprinzând creații ale unor tineri poeți, în care au mai fost prezenți, cu 2-3 poezii, și Gerhard Ortinau, Albert Bohn, Anton Sterbling), Editura Kriterion, București, 1974
- Ein Pronomen ist verhaftet worden. Die frühen Jahre in Rumänien. Texte der Aktionsgruppe Banat/Un pronume a fost arestat. Textele Grupului de Acțiune Banat (Albert Bohn prezent cu "Acum spun un basm"), ed. Ernest Wichner, Frankfurt am Main, 1992

Ca editor:
- Cartea „Deportarea germanilor din Banat în Uniunea Sovietică. O prezentare a pespectivei copiilor lor prin relatări (re)povestite”, apărută inițial în Germania, îi are ca editori pe Albert Bohn, Werner Kremm, Peter-Dietmar Leber, Anton Sterblig și Walter Tonța, a fost tradusă în română de Sigrid Kuhn și Werner Kremm și a apărut la editura Cosmopolitanart din Timișoara în 2022.[11]